# Jordan Bonel de Confolens

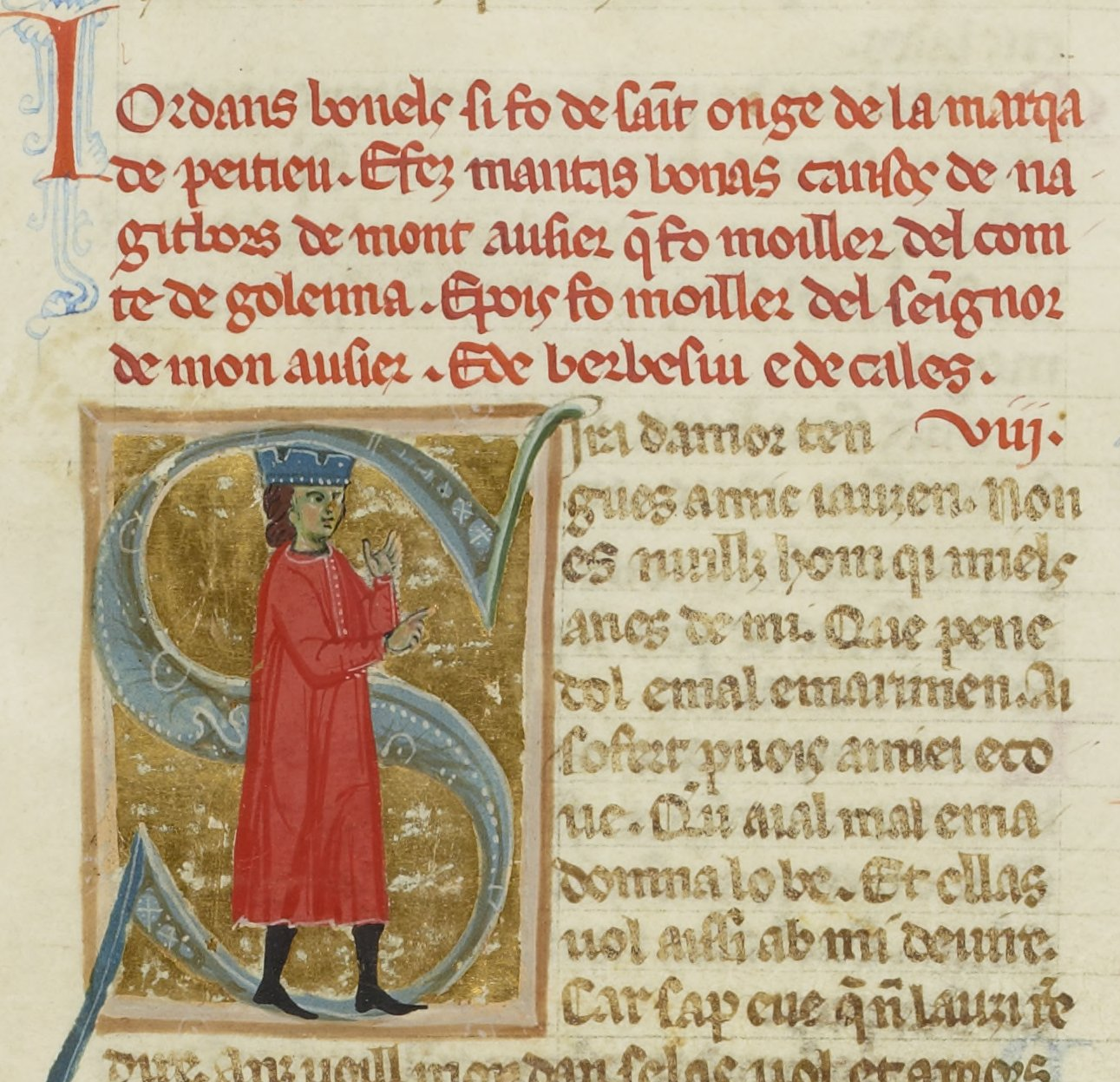
Manuscrito de Jordan Bonel

Jordan Bonel o Bonèl (fl. siglo XII) era un trovador occitano, quizá la misma persona como un Jordan de Confolens, Confolent o Cofolen, también conocido en los cancioneros. Su lugar de origen probablemente se encuentra en la Aquitania occidental, y su vida declara que nació en Saintonge e implica que era contemporáneo con Bertran de Born, pero se duda la fiabilidad de la vida (parece confunde Jordan y Bertran, una equivocación que tiene su origen en un razo falso del último). Es cierto que se asociaba con el corte de Alfonso II de Aragón.
Los historiadores modernos le atribuyen tres cansos, pero solo uno le es atribuido en los manuscritos. Se conserva la música de aquel. Es semejante a las melodías de su contemporáneo Arnaut de Maruelh, pero es más conservadora.